# 橿原ジャンクション
橿原ジャンクション（かしはらジャンクション）は奈良県橿原市新堂町で事業中の京奈和自動車道と大和高田バイパスを接続するジャンクション（JCT）である。名称は仮称である。

## 歴史
2026年春：開通予定

## 接続する道路
- E24 京奈和自動車道
- E91 大和高田バイパス

## 隣
E24 京奈和自動車道（大和御所道路）
橿原北IC - 橿原JCT(橿原高田IC) - 御所IC
E91 大和高田バイパス
勝目ランプ - 橿原JCT - 雲梯ランプ